# Campionati africani di badminton 2014
I Campionati africani di badminton 2014 si sono svolti a Gaborone, in Botswana , dal 27 al 29 aprile 2014. È stata la 19ª edizione del torneo, organizzato dalla Badminton Confederation of Africa.

## Podi
| Evento              | Oro                                   | Argento                           | Bronzo                                     |
| Singolare maschile  | Jacob Maliekal                        | Joseph Abah Eneojo                | Victor Makanju                             |
| Singolare maschile  | Jacob Maliekal                        | Joseph Abah Eneojo                | Gaone Tawana                               |
| Singolare femminile | Kate Foo Kune                         | Grace Gabriel                     | Dorcas Ajoke Adesokan                      |
| Singolare femminile | Kate Foo Kune                         | Grace Gabriel                     | Sandra Le Grange                           |
| Doppio maschile     | Andries Malan Willem Viljoen          | Joseph Abah Eneojo Victor Makanju | Deeneshing Baboolall Julien Paul           |
| Doppio maschile     | Andries Malan Willem Viljoen          | Joseph Abah Eneojo Victor Makanju | Georgie Cupidon Steve Malcouzane           |
| Doppio femminile    | Kate Foo Kune Yeldy Louison           | Juliette Ah-Wan Alisen Camille    | Tosin Damilola Atolagbe Fatima Azeez       |
| Doppio femminile    | Kate Foo Kune Yeldy Louison           | Juliette Ah-Wan Alisen Camille    | Elme de Villiers Jennifer Fry              |
| Doppio misto        | Willem Viljoen Michelle Butler Emmett | Andries Malan Jennifer Fry        | Joseph Abah Eneojo Tosin Damilola Atolagbe |
| Doppio misto        | Willem Viljoen Michelle Butler Emmett | Andries Malan Jennifer Fry        | Olaoluwa Fagbemi Dorcas Ajoke Adesokan     |
| Squadra mista       | Sudafrica                             | Nigeria                           | Mauritius                                  |
| Squadra mista       | Sudafrica                             | Nigeria                           | Seychelles                                 |